# Cheikh M’Bengue
Cheikh M’Bengue (ur. 23 lipca 1988 w Tuluzie) – senegalski piłkarz występujący na pozycji obrońcy.

## Kariera klubowa
M’Bengue jest wychowankiem Toulouse FC. Początkowo występował w jego juniorach, a do pierwszej drużyny został włączony  w sezonie 2007/2008. W tamtym sezonie jego klub występował w kwalifikacjach Ligi Mistrzów. Został tam jednak pokonany w dwumeczu 5:0 przez Liverpool FC i został przesunięty do Pucharu UEFA, który zakończył na fazie grupowej. W Ligue 1 M’Bengue zadebiutował 15 września 2007 w wygranym 2:1 pojedynku z Olympique Marsylia. Wszedł wówczas na boisko w 75. minucie meczu, zmieniając Fodé Mansaré. 20 października 2007 w ligowym spotkaniu z AS Saint-Étienne (2-0 dla ASSE) M’Bengue po raz pierwszy w ligowej karierze został ukarany żółtą kartką. W debiutanckim sezonie w lidze zagrał trzy razy. 23 sierpnia 2009 w zremisowanym 1:1 spotkaniu z Lille OSC strzelił swojego pierwszego gola w Ligue 1.
30 lipca 2013 roku podpisał kontrakt z także pierwszoligowym Stade Rennais FC. W 2016 roku odszedł z niego do AS Saint-Étienne, a w 2019 roku przeszedł do chińskiego Shenzhen FC.
| Sezon   | Klub             | Kraj    | Rozgrywki            | Mecze | Bramki | Rozgrywki kontynentalne          | Mecze | Bramki |
| ------- | ---------------- | ------- | -------------------- | ----- | ------ | -------------------------------- | ----- | ------ |
| 2007/08 | Toulouse FC      | Francja | Ligue 1              | 3     | 0      | kw. do Ligi Mistrzów Puchar UEFA | 0 1   | 0      |
| 2008/09 | Toulouse FC      | Francja | Ligue 1              | 21    | 0      | –                                | –     | –      |
| 2009/10 | Toulouse FC      | Francja | Ligue 1              | 30    | 1      | Liga Europy                      | 8     | 0      |
| 2010/11 | Toulouse FC      | Francja | Ligue 1              | 25    | 0      | –                                | –     | –      |
| 2011/12 | Toulouse FC      | Francja | Ligue 1              | 30    | 1      | –                                | –     | –      |
| 2012/13 | Toulouse FC      | Francja | Ligue 1              | 28    | 0      | –                                | –     | –      |
| 2013/14 | Toulouse FC      | Francja | Ligue 1              | 3     | 0      | –                                | –     | –      |
| 2013/14 | Stade Rennais FC | Francja | Ligue 1              | 25    | 0      | –                                | –     | –      |
| 2014/15 | Stade Rennais FC | Francja | Ligue 1              | 32    | 0      | –                                | –     | –      |
| 2015/16 | Stade Rennais FC | Francja | Ligue 1              | 23    | 1      | –                                | –     | –      |
| 2016/17 | AS Saint-Étienne | Francja | Ligue 1              | 15    | 0      | Liga Europy                      | 2     | 0      |
| 2017/18 | AS Saint-Étienne | Francja | Ligue 1              | 7     | 0      | –                                | –     | –      |
| 2018/19 | AS Saint-Étienne | Francja | Ligue 1              | 0     | 0      | –                                | –     | –      |
| 2019    | Shenzhen FC      | Chiny   | Chinese Super League | 15    | 0      | –                                | –     | –      |